# J. League Division 2 2002
La J. League Division 2 2002 fue la cuarta temporada de la J. League Division 2. Contó con la participación de doce equipos. El torneo comenzó el 3 de marzo y terminó el 24 de noviembre de 2002.
Los nuevos participantes fueron los equipos descendidos de la J. League Division 1: Avispa Fukuoka y Cerezo Osaka, que tuvieron sus respectivos debuts en el torneo. Por otro lado, el campeón de la Japan Football League, Honda F.C., no fue admitido para competir en la segunda categoría debido a que no contaba con la infraestructura para hacerlo.
El campeón fue Oita Trinita, por lo que ascendió a Primera División. Por otra parte, salió subcampeón Cerezo Osaka, quien también ganó su derecho a disputar la J. League Division 1.

## Ascensos y descensos
| Descendidos de la J. League Division 2 2001 |
| ------------------------------------------- |
| No hubo                                     |

| Ascendidos a la J. League Division 2 2002 |
| ----------------------------------------- |
| No hubo                                   |

| Pos | Ascendidos a la J. League Division 1 2002 |
| --- | ----------------------------------------- |
| 1.º | Kyoto Purple Sanga                        |
| 2.º | Vegalta Sendai                            |

| Pos  | Descendidos de la J. League Division 1 2001 |
| ---- | ------------------------------------------- |
| 15.º | Avispa Fukuoka                              |
| 16.º | Cerezo Osaka                                |

## Reglamento de juego
El torneo se disputó en un formato de todos contra todos a doble ida y vuelta, de manera tal que cada equipo debió jugar dos partidos de local y dos de visitante contra sus otros once contrincantes. El tiempo suplementario con gol de oro aplicado en encuentros que finalizaban igualados tras los 90 minutos fue eliminado.
Una victoria se puntuaba con tres unidades, mientras que el empate valía un punto y la derrota, ninguno. Para desempatar se utilizaron los siguientes criterios:
1. Puntos
2. Diferencia de goles
3. Goles anotados
4. Resultados entre los equipos en cuestión
5. Desempate o sorteo

Los dos equipos con más puntos al final del campeonato ascenderían a la J. League Division 1 2003.

## Tabla de posiciones
| Pos. | Equipo            | Pts. | PJ | G  | E  | P  | GF | GC | Dif. | Ascenso                               |
| ---- | ----------------- | ---- | -- | -- | -- | -- | -- | -- | ---- | ------------------------------------- |
| 1    | Oita Trinita (C)  | 94   | 44 | 28 | 10 | 6  | 67 | 34 | +33  | Ascendido a J. League Division 1 2003 |
| 2    | Cerezo Osaka      | 87   | 44 | 25 | 12 | 7  | 93 | 53 | +40  | Ascendido a J. League Division 1 2003 |
| 3    | Albirex Niigata   | 82   | 44 | 23 | 13 | 8  | 75 | 47 | +28  |                                       |
| 4    | Kawasaki Frontale | 80   | 44 | 23 | 11 | 10 | 71 | 53 | +18  |                                       |
| 5    | Shonan Bellmare   | 64   | 44 | 16 | 16 | 12 | 46 | 43 | +3   |                                       |
| 6    | Omiya Ardija      | 59   | 44 | 14 | 17 | 13 | 52 | 42 | +10  |                                       |
| 7    | Ventforet Kofu    | 58   | 44 | 16 | 10 | 18 | 51 | 55 | −4   |                                       |
| 8    | Avispa Fukuoka    | 42   | 44 | 10 | 12 | 22 | 58 | 69 | −11  |                                       |
| 9    | Sagan Tosu        | 41   | 44 | 9  | 14 | 21 | 41 | 64 | −23  |                                       |
| 10   | Mito HollyHock    | 40   | 44 | 11 | 7  | 26 | 45 | 73 | −28  |                                       |
| 11   | Montedio Yamagata | 35   | 44 | 6  | 17 | 21 | 29 | 57 | −28  |                                       |
| 12   | Yokohama F.C.     | 35   | 44 | 8  | 11 | 25 | 43 | 81 | −38  |                                       |

 Fuente: J. League Data Site: 2002 J.LEAGUE Division 2 League table
Criterios de clasificación: 1) puntos; 2) diferencia de goles; 3) número de goles marcados; 4) resultados entre los equipos en cuestión.

## Campeón
|                                  |
|                                  |
| Campeón Oita Trinita 1.er título |